# إيزل
إيزل (بالإنجليزية: Eazel) هي شركة برمجيات مقرها في ماونتن فيو، كاليفورنيا، كانت ما بين عامي 1999 إلى 2001. عمل في المشروع موظفين سابقين من شركة أبل، نتسكيب، شركة بي، لينكس كير، مايكروسوفت، ريدهات، وصن ميكروسيستمز، وغيرها. كان مايك بويتش الرئيس التنفيذي؛ بادو تريبل نائب الرئيس قسم الهندسة؛ أندى هيرتيزفيلد المصمم الرئيسي وقاد دارين أدلر عملية التطوير. سوزان كاري، مؤلفة أيقونات ماكنتوش الأصلية، أحضرت لتصميم ايقونات رسوميات متجهية جديدة.
كان الإنجاز الرئيسي لإيزل هو تطوير مدير الملفات نوتيلوس لبيئة سطح المكتب جنوم. وضعت إيزل خطة تجارية لتقديم الخدمات عبر الإنترنت من خلال نوتيلوس وعلى سبيل المثال كان التخزين إحداها، لكنها فشلت في القيام بذلك بسبب نفاذ رأس المال الاستثماري. في يوم 13 مارس 2001، أصدرت إيزل نوتيلوس 1.0 وسرحت معظم موظفيها. خرجت إيزل من قطاع الأعمال في مايو 2001، وواصل مدير الملفات نوتيلوس ليتم تحديثه من قبل مجتمع البرمجيات الحرة والمفتوحة المصدر.